# Philip Akkerman
Philip Akkerman (Vaassen, 10 oktober 1957) is een Nederlands schilder en tekenaar van zelfportretten.

## Levensloop
Akkerman volgde een opleiding aan de Koninklijke Academie van Beeldende Kunsten in Den Haag en Ateliers '63 in Haarlem. Hij schildert sinds 1981 vrijwel uitsluitend zelfportretten. Hij onderzoekt verschillende schildertechnieken. In de afgelopen decennia heeft hij een oeuvre opgebouwd van meer dan tienduizend zelfportretten, waarvan meer dan vijfenveertighonderd schilderijen. Een van de grootste collecties van zijn werk bevindt zich in Museum Voorlinden.
In 2020 verscheen zijn Kunstenaarsdagboek. Bij die gelegenheid verscheen een interview met hem in NRC Handelsblad.

## Tentoonstellingen
- 1983: Place des traditions modernes, Bonnefantenmuseum, Maastricht (met Marie Ponchelet)
- 1988: Gemeentemuseum Arnhem
- 1992: Philip Akkerman - Zelfportretten, Witte de With, Rotterdam
- 1996: Han Schuil en Philip Akkerman: Attitudes I, Stadsgalerij Heerlen
- 1999: The Mirror’s Secret / Paintings - Drawings 1981 - 1999, Ouborgprijs, Gemeentemuseum Den Haag
- 2006: Tweeduizendzes - Museum De Hallen, Haarlem
- 2009: 136x Philip Akkerman, Noordbrabants Museum, Den Bosch
- 2010: Immer Ich, Kunstverein Arthaus, Ahaus
- 2011: Akkermania, Kunsthal Rotterdam[2]

- 2012: Portret in Portret in de Nederlandse Kunst 1550-2012, Dordrechts Museum, Dordrecht
- 2013: Face to Face, Today Art Museum Peking, China
- 2014: Tekeningen, Teylers Museum, Haarlem
- 2017: TORCH galerie, Amsterdam
- 2018: Ketelfactory, Schiedam
- 2019: Bravinlee Programs, New York; Emanuel von Baeyer Cabinet, London; A-M-G5, Glasgow
- 2020: Emanuel von Baeyer Cabinet, London
- 2021: TORCH galerie, Amsterdam
- 2022: Derek Eller Gallery, New York; Nest Ruimte, The Hague

## Prijzen
- 1993: Sandbergprijs
- 1999: Ouborgprijs
- 1999: Jeanne Oosting Prijs
- 2010: Sacha Tanja Penning